# 마우고자타 고시에프스카
마우고자타 마리아 고시에프스카(폴란드어: Małgorzata Maria Gosiewska,  혼전 성씨: 키에라트·Kierat, 1966년 7월 22일~)는 폴란드의 정치인이자 전 국회부의장이다. 2005년 9월 25일 바르샤바 19번 선거구에 법과 정의당 후보로 출마해 4,251표의 득표수로 당선되었다.
레흐 카친스키 전 대통령 밑에서 전문가로도 활동했으며, 마조비아 주의원을 지내기도 했다.
2015년 고시에프스카의 전문팀은 돈바스 전쟁 당시의 인도적 위기상황에 대한 보고서를 발표한 바 있다.